# Геррауд
Геррауд (Херрауд, Гейррёд, др.-исл. Herrauðr) — легендарный конунг Гардарики (Руси) или Гунналанда, известный преимущественно по Саге об Одде Стреле. В Саге об Эгиле Одноруком и Асмунде Убийце Берсерков сын Родиана конунга Гунналанда, современник Хертрюгга, побратим и союзник Асмунда. В том же источнике названа жена — Аса, сестра Эгиля Однорукого. К моменту прихода Одда в Гардарики у конунга Геррауда была единственная дочь Силькисив (др.-исл. «Шёлковая Дева»), а также два полководца — Сигурд и Сьёльв — и главный советник Харек, воспитывавший дочь конунга.
Главный герой саги Одд оказывается при дворе Геррауда, проходит ряд испытаний, из которых последнее — поход против страны Бьялкаланд и её конунга Альва. Во время успешной войны Одда против Бьялкаланда умирает конунг Геррауд. Согласно редакции М, «пришла новость, что умер конунг Херрауд, и воздвигнут по нему курган. Велит тогда Одд устроить поминки, когда он вернется. А когда подготовлены были поминки, выдал Харек замуж за Одда дочь конунга, и пили за все сразу — и поминая конунга, и радуясь свадьбе. И на той же самой вейцле был дан Одду титул конунга» (перевод Г. В. Глазыриной). У Одда-конунга и Силкисив родилось двое сыновей, внуков Геррауда: Асмунд, названный в честь погибшего побратима Одда, и Геррауд, названный в честь деда.
По другой версии, «через семь зим» к Одду (правившему в Дании) пришла весть, что в Хольмгардах умер конунг, а власть перешла к никому неизвестному Квиллану.